# لووی آلن
لووی آلن (انگلیسی: Lavoy Allen؛ زادهٔ ۴ فوریهٔ ۱۹۸۹) بازیکن بسکتبال اهل ایالات متحده آمریکا است.
از باشگاه‌هایی که در آن بازی کرده‌است می‌توان به فیلادلفیا سونتی‌سیکسرز و ایندیانا پیسرز اشاره کرد.